# Bmi (flyselskab)
 For alternative betydninger, se Bmi. (Se også artikler, som begynder med Bmi)
bmi (fork. for British Midland International) er et tidligere britisk flyselskab, der havde ruter over det meste af Europa samt enkelte til USA og Asien. Selskabet var tidl. 20% ejet af det skandinaviske flyselskab SAS, og senere af Lufthansa og British Airways. Sin primære hub var London Heathrow Airport. 
bmi startede i 1938 under navnet Air Schools Ltd og dets hovedaktivitet var som navnet antyder at være en flyveskole. Det var først efter 2. verdenskrig, at selskabet begyndte på almindelige ruteflyvninger Derby Aviation. I 1964 ændrede selskabet navn til British Midland Airways.
I forbindelse med den begyndende liberalisering af europæisk luftfart, blev selskabet i marts 1987 lagt ind under holdingselskabet Airlines of Britain Holdings, der udover British Midland Airways ejede  British Midland Aviation Services. Aktionærer i Airlines of Britain Holdings var bl.a. Scandinavian Airlines (SAS), der ejede 40% af selskabet. SAS solgte i 1999 halvdelen af sine aktier i holdingselskabet til Lufthansa.
I 2000 blev British Midland Airways medlem af Star Alliance. Selskabet skiftede herefter navn til bare British Midland, og to år senere, i 2003, blev navnet yderligere reduceret til bmi. I 2007 overtog bmi et andet flyselskab, British Mediterranean Airways. 
I perioden 2007 til 2009 overtog Lufthansa SAS' resterende 20% af aktierne og bestyrelsesformand Sir Michael Bishops ejerandel, og selskabet var herefter et datterselskab til Lufthansa. Lufthansa solgte i 2012 senere sin ejerandel af bmi til British Airways, hvilket betød, at bmi måtte forlade Star Alliance. I oktober 2012 var overtagelsen endelig, og bmi var fuldt integreret i British Airways og ophørte som selvstændigt selskab. 